# Octavian (Rapper)
Octavian (* 22. Januar 1996 in Lille, Frankreich; eigentlich Octavian Oliver Godji) ist ein britisch-französischer Rapper. Bei der Wahl zum Sound of 2019 belegte er Platz 1.

## Biografie
Geboren wurde Octavian Godji in Frankreich. Nach dem frühen Tod seines Vaters siedelte die Familie nach England über, als er drei Jahre alt war, und zog nach Camberwell südlich des Stadtzentrums von London. Dort wuchs er auch hauptsächlich auf. Zwischendurch lebte er zwei Jahre bei einem Onkel in Frankreich. Später bekam er ein Stipendium für die renommierte BRIT School. Er brach diese Ausbildung ab. Teilweise lebte er ohne festen Wohnsitz.
Erst 2017 hatte er einen ersten Erfolg mit dem Stück Party Here. Der Erfolg beschränkte sich zwar aufs Internet, aber ein Instagrampost des kanadischen Rappers Drake mit dem Lied steigerte seine Bekanntheit noch einmal erheblich. Drei weitere Singles brachte er heraus, bevor er beim Label Black Butter unterschrieb und an seinem Debütalbum zu arbeiten begann.
Im September 2018 erschien das Album Spaceman und brachte ihm auf Anhieb eine Chartplatzierung, wenn auch nur auf Platz 98. Musikalisch ordnete es sich zwischen Grime, Drill und House ein. Von der Kritik wurde er gelobt und bei der BBC-Umfrage Sound of 2019 wurde er zum Jahreswechsel unter den vielversprechendsten neuen Talenten auf Platz 1 gewählt. Bereits im Juni des Jahres folgte sein zweites Album Endorphins, doch erneut stellte sich kein kommerzieller Erfolg ein. Lediglich der Song Bet schaffte es mit Unterstützung von Skepta in die Charts, verfehlte aber die Top 40.

## Diskografie
Alben
- 22 (Mixtape, 2016)
- Essie World (EP, 2017)
- Spaceman (2018)
- Endorphins (2019)

Singles
- Bet (2019; feat. Skepta & Michael Phantom)
- Papi Chulo (2020; mit Skepta; #4 der deutschen Single-Trend-Charts am 13. November 2020[5])
- Rari (2020; feat. Future)

Lieder
- Party Here (2017)
- 100 Degrees (featuring Sam Wise, 2018)
- Hands (2018)
- Little (2018)
- Move Me (mit Mura Masa, 2018)
- Revenge (2018)
- Stressed (mit Take a Daytrip, 2019)
- Bet (featuring Skepta & Michael Phantom, 2019)
- Lit (featuring ASAP Ferg, 2019)
- Feel It (featuring Theophilus London, 2019)